# Queen Emeraldas
Queen Emeraldas (クィーンエメラルダス, Kuīn Emerarudasu) é um série OVAs contendo quatro episódios que continua a franquia Capitão Harlock criado por Leiji Matsumoto. O anime foi adaptado do mangá de Matsumoto 1978 com o mesmo nome. Queen Emeraldas é a história da nave pirata, Queen Emeraldas, que é capitaneada pela misteriosa e bela Emeraldas, uma corsária forte e poderosa. Na prática, a personagem é também conhecida como Queen Emeraldas ou Pirate Queen Emeraldas, assim, o título refere-se tanto para a capitã quanto para a nave.

## Enredo
O enredo segue um jovem rapaz chamado Hiroshi Umino que foge a bordo de um cargueiro, a fim de deixar a Terra. Como o cargueiro está voando através do espaço, eles são atacados por um nave Afressian. No entanto, o trem é salvo por uma nave misteriosa e incrivelmente poderosa e é capaz de levá-lo ao seu destino, um planeta deserto com um ambiente ocidental, repleto de bares e brigas de bar. O menino encontra-se com outro passageiro clandestino, um homem velho, e tornam-se amigos. Ele diz ao velho que ele veio ao planeta para se tornar um indivíduo mais forte. Ele obtém um emprego em um bar com a reputação de pessoa mais dura do planeta para provar a si mesmo. Quando a nave ataca, comandado pelo Capitão Eldomain, Emeraldas aparece para salvar o povo da cidade. Enquanto a história pode ficar por conta própria, independente de outras obras de Matsumoto, que na maior parte do princípio que o espectador já viu os outros títulos Harlock, especialmente Galaxy Express 999 (da série de TV e no cinema),que caracterizou Maetel, irmã de Emeraldas, mas teve o aparecimento ocasional de Emeraldas (Nota: Maetel, por alguma razão na dublagem inglesa é referida como Mataire, possivelmente como um erro de tradução). A história de Queen Emeraldas está definida, cinco anos após os acontecimentos de Galaxy Express 999 e foi projetado para dar aos fãs de Matsumoto um vislumbre mais para o que aconteceu com Emeraldas. No entanto, os outros personagens, a maioria é apenas mencionado de passagem, com exceção de Captain Harlock que tem uma pequena aparição.
Os primeiros dois episódios de Queen Emeraldas foram produzidos pelo estúdio OLM e licenciado para a distribuição americana pela ADV Films, sendo um de seus lançamentos anteriores no formato de DVD. Esses dois episódios também funcionam regularmente no Canal de Ação. No Japão, os outros dois episódios foram produzidos pela empresa Multi Access e foram liberados no ano seguinte, após os dois iniciais, indicando um contrato separado (não que ainda está no prelo) seria necessário para que qualquer um dos episódios finais da história fosse fora do Japão.

## Aparições
Emeraldas apareceu na série de televisão Pirate Space Captain Harlock durante os flashbacks. Ela também teve uma participação no Galaxy Express 999. Este episódio, Eternal Traveller Emeraldas, mais tarde foi transformado em um especial de uma hora para televisão nessa história. Posteriormente, ela surgiu como uma personagem coadjuvante no filme Arcadia of My Youth onde é mostrado como ela obteve sua cicatriz facial. Ela também faz aparições breves em Harlock Saga e Cosmo Warrior Zero. Sua origem e juventude é retratada em Maetel Legend.
Tal como acontece com Harlock e a maioria dos outros personagens do Leijiverse, as aparências de Emeraldas em várias histórias, não podem ser aplicadas a um cronograma consistente. No Galaxy Express 999, por exemplo, uma diferença notável de sua representação é que ela está sofrendo de uma doença desconhecida. Seu lugar como capitã foi tomado por um impostor robô, enquanto ela estava confinada a cama. A história sugere que ela não tem muito tempo de vida. Esta doença é a que alude o mangá recente, onde Emeraldas não participa de ação física devido ao seu estado debilitado. No entanto, a versão OVA não mostra sinal de doença grave.

## Episódios
1. # "Partida "(6 de maio de 1998)
2. # "Emblema Eterno "(7 de outubro de 1998)
3. #" Amizade "(6 de agosto de 1999)
4. #" Siren "(18 de dezembro de 1999)